# Holzkeramik

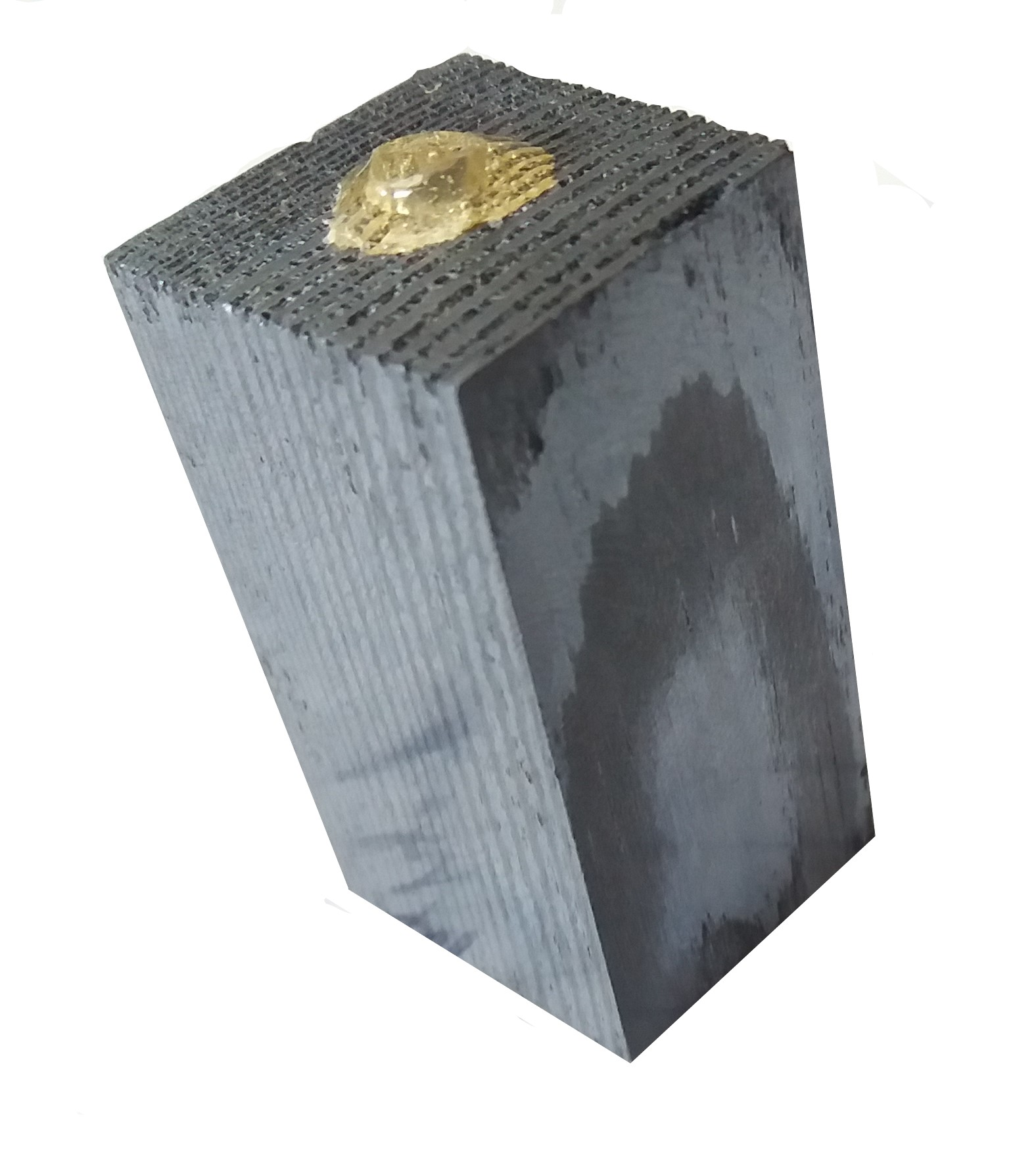
Keramik auf Vollholzbasis

Holzkeramik bezeichnet Keramiken auf der Basis von Holz, die technisch hergestellt werden und auf dem Prinzip der Verkieselung beruhen. Als Ausgangsmaterial dient Holz, das im Gegensatz zu vielen künstlich hergestellten Materialien eine komplexe Mikrostruktur besitzt, in großer Menge vorhanden und erneuerbar ist. Neben der Verwendung von Vollholz können auch Holzwerkstoffe und Verbundwerkstoffe als Ausgangsmaterial zum Einsatz kommen.

## Herstellung
Der Herstellungsprozess einer auf Holz basierenden Keramik gliedert sich in mehrere Stufen.
1. schonende Holztrocknung, um Rissbildung im Holz zu verringern bzw. zu verhindern
2. Pyrolyse bei bis zu 1000 °C, wobei die Cellulose, die Hemicellulose und das Lignin abgebaut werden und ein Kohlenstofftemplat entsteht.
3. Infiltration von flüssigem oder gasförmigem Silicium[2]

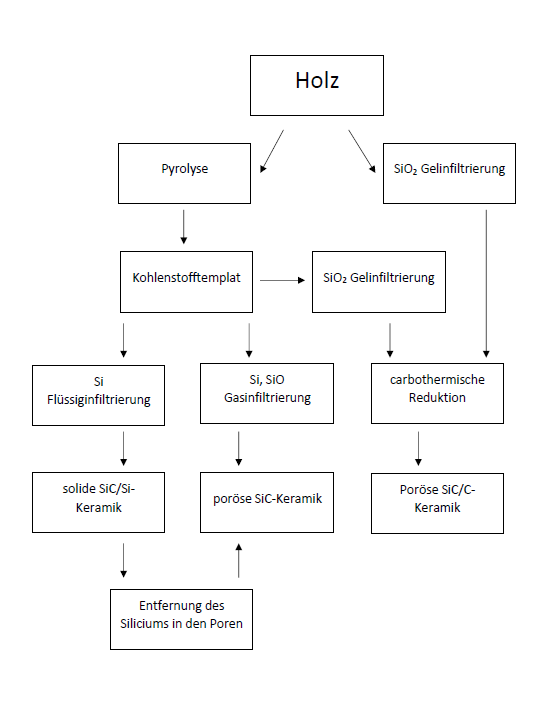
Die verschiedenen Wege zur Herstellung biomorpher Keramiken

### Holzpyrolyse
Holz besteht zu ca. 50 % aus Kohlenstoff, der in lange Cellulose- und Hemicelluloseketten eingebunden ist. Diese Ketten werden durch das Lignin verbunden und zusammengehalten und bilden die Zellstruktur des Holzes. Das Separieren des Kohlenstoffs aus dem Holzgefüge erfolgt durch die thermische Zersetzung des Holzes.
Die thermische Zersetzung erfolgt unter Ausschluss von Sauerstoff in einer inerten Atmosphäre wie Stickstoffdioxid oder Argon. Je 1 °C/min wird das Holz bis auf 400–500 °C erhitzt. Bei 200–260 °C wird zuerst die Hemicellulose thermisch zersetzt und abgebaut, gefolgt von der Cellulose bei 240–350 °C. Zuletzt findet ein Abbau des Lignings bei Temperaturen zwischen 280 und 500 °C statt. Diese langsame Erwärmung ist notwendig, damit die entstehende Gase der abgebauten chemischen Holzkomponenten langsam aus den Poren des Holzes entweichen können. Ansonsten könnte der entstehende Druck das Holz aufbrechen und unbrauchbar machen. Bei Erreichung der 500-°C-Grenze wird in einer Geschwindigkeit von 10–20 °C/min die Temperatur auf ca. 800 °C erhöht. Dieser langsame Prozess der thermischen Zersetzung des Holzes ermöglicht hohe Kohlenstoffausbeuten von 25–30 Gewichtsprozent des Ausgangsgewichts. Das durch die Pyrolyse entstehende Kohlenstofftemplat, welches den meisten biomorphen Keramiken als Ausgangsmaterial dient, ist eine 1:1-Kopie des Holzkörpers, d. h. die Mikrostruktur, sowie jeder kleinste Riss im Holz spiegelt sich im Templat wider.
Während der Pyrolyse findet eine starke Schwindung in tangentialer, radialer und longitudinaler Richtung statt, sodass das Endprodukt kleinere Maße besitzt als der Ausgangskörper.

### Flüssiginfiltrierung (solide SiC/Si-Keramik)
Die häufigste Methode ist die Infiltrierung des Siliciums in flüssiger Form, d. h. das Silicium wird in einem Vakuum bis zu seinem Schmelzpunkt (>1450 °C) erhitzt und in das Kohlenstofftemplat gebracht. Durch Kapillareffekte dringt das flüssige Silicium in das Templat ein, wo es spontan und exothermisch, also unter Freigabe von Energie, mit den Kohlenstoffatomen reagiert. Neben der Bindung des Siliciums mit dem Kohlenstoff des Kohlenstofftemplates, reichert sich das flüssige Silicium in den Poren, die <50 µm im Durchmesser sind an, sodass eine solide SiC/Si-Keramik entsteht.
Der Gehalt an Silicium, Siliciumcarbid und Kohlenstoff im Templat, sowie die Verteilung des Siliciums in den Poren, hängt dabei von der Verarbeitung, der Menge des eingebrachten Siliciums und von der Form und Mikrostruktur des Holzkörpers ab.
Um die Porenstruktur des Ausgangskörpers zu erhalten, wird das Silicium mittels Salpetersäure und Fluorwasserstoff aus den Porenräumen entfernt.
{\displaystyle {\ce {3Si + 4HNO3 -> 3SiO2 + 4NO + 4H2O}}}
{\displaystyle {\ce {SiO2 + 4HF -> SiF4 + 2H2O}}}
Die Porosität des Körpers ist nach dieser Methode jedoch nur ähnlich der des Ausgangskörpers, da sich aufgrund der Volumenausdehnung während der Infiltration des flüssigen Siliciums die Poren mit einem Durchmesser <1 µm geschlossen haben.

### Gasinfiltrierung (poröse SiC-Keramik)
Bei der Gasinfiltrierung wird das Silicium gasförmig in das, zuvor durch Pyrolyse hergestellte Kohlenstofftemplat gebracht, wodurch eine poröse Keramik entsteht, d. h. das Silicium reichert sich nur an den freien Kohlenstoffatomen an und der Porenraum bleibt frei.
Die chemische Umsetzung kann unter anderem durch den Einsatz von Siliciumdampf (a), Siliciummonoxid (b) oder durch Trichlormethylsilan (c) erfolgen.
a) {\displaystyle {\ce {C(s) + Si(g)-> SiC}}}
b) {\displaystyle {\ce {2C + SiO -> SiC + CO}}}
c) {\displaystyle {\ce {C + (1+x)CH3SiCl3 + 2H2 -> SiC + xSiC + 3(1+x)HCl + CH4}}}

### Infiltrierung von Siliciumdioxid oder TEOS (poröse SiC-Keramik)
Die dritte Möglichkeit der Herstellung von biomorphen Keramiken beruht auf der Infiltration einer Siliciumdioxid-Sole oder eines Tetraethylorthosilicat-Gels (kurz TEOS). Anschließend findet unter hohen Temperaturen und in einer inerten Atmosphäre eine carbothermische Reduktion statt. Die entstehende SiC-Keramik ist porös, jedoch aufgrund der rauen Oberfläche innerhalb der Porenstruktur von den anderen porösen SiC-Keramiken zu unterscheiden.

## Eigenschaften
Die mechanischen Eigenschaften schwanken stark zwischen den eingesetzten Ausgangsmaterialien und sind abhängig von der Porosität und Mikrostruktur der Keramiken. So weist eine solide Keramik auf Buchenholzbasis ein deutlich höheres E-Modul auf als eine auf Roteichenholz basierende poröse Keramik. Auch die Druck- und Biegefestigkeiten stehen in Abhängigkeit von der Porosität und der als Ausgangsmaterial eingesetzten Holzart.
Im Allgemeinen weisen auf Holzbasierende Keramiken folgende Eigenschaften auf:
- Hohe Abräsionsbeständigkeit
- Hohe Härte (Mohssche Härte von 9,6)
- Hohe chemische und thermische Beständigkeit (Temperaturwechselbeständigkeit >1000 K/s)

Solide SiC/Si-Keramiken weisen bei Raumtemperatur die besten mechanischen Eigenschaften auf. Abhängig von der Holzart, welche als Ausgangsmaterial gewählt wurde, liegt die Druckfestigkeit in axialer Richtung zwischen 1100 und 1400 MPa. Senkrecht zur Hauptachse sind die Druckfestigkeiten deutlich geringer und liegen zwischen 100 und 500 MPa.
Poröse Keramiken, welche mittels Dampfinfiltrierung auf Basis von Buchen- und Kiefernholz hergestellt wurden, haben in axialer Richtung Druckfestigkeiten von bis zu 80 MPa.

## Verwendungsmöglichkeiten
Die verschiedenen Verwendungsmöglichkeiten beruhen auf den einzigartigen Eigenschaften der biomorphen Keramiken. Die Mikrostruktur des Holzes spielt bei dabei eine wichtige Rolle.
Die porösen Keramiken eignen sich aufgrund ihrer Porosität und der großen inneren Oberfläche besonders als Katalysatorträger, vor allem für Hochtemperaturreaktionen wie der katalytischen Verbrennung von Wasserstoff. Diese vaskulären Eigenschaften spielen auch in der Medizin eine wichtige Rolle, wo poröse biomorphe Keramiken für Implantate eingesetzt werden könnten, da sie einerseits die notwendigen Festigkeiten aufweisen und andererseits nicht zytotoxisch und biokompatibel sind. Aufgrund der enormen Hitzebeständigkeit können sie auch im Bereich von Mikroreaktoren, Luftreinigungsanlagen für Hochtemperaturabgase oder Wärmetauschern eingesetzt werden.